# De'Von Achane

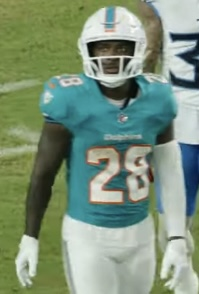
jugador durante un partido

De'Von Achane (Missouri City, Texas; 13 de octubre de 2001) es un jugador profesional estadounidense de fútbol americano, se desempeña en la posición de running back en Miami Dolphins, en la National Football League (NFL).

## Carrera
Hizo su debut profesional con el equipo Miami Dolphins, lleva jugando una temporada, comenzó en el 2023.